# Gradski stadion Užice
Das Gradski stadion Užice (serbisch-kyrillisch Градски стадион Ужице; Stadtstadion bzw. Städtisches Stadion Užice) ist ein Fußballstadion mit Leichtathletikanlage in der serbischen Stadt Užice. Die Spielstätte ist auch unter den Namen Stadion 24. Septembar oder Stadion Slobode bekannt. Es ist die Heimstätte des Fußballvereins Sloboda Užice. Der Name Sloboda bedeutet auf deutsch Freiheit. 

## Geschichte
Vor dem offiziellen Eröffnungsspiel kam es am 9. Juni 1946 zum Testspiel zwischen Sloboda Užice und Slavija Sarajevo. Das Stadion wurde dann am 24. September 1946 mit einem Freundschaftsspiel zwischen der Heimmannschaft und Partizan offiziell eröffnet, das 0:6 endete. Ein Jahr zuvor befreiten die Partisanen am selben Tag die Stadt Užice von der Besatzung durch die Wehrmacht, daher wurde dieses Datum ausgewählt. Der Besucherrekord wurde 1967 aufgestellt. Im Jugoslawischen Fußballpokal war Roter Stern Belgrad Gegner der Hausherren vor 18.000 Zuschauern. Die Partie endete mit einem 1:2 für die Belgrader. Eine erste Renovierung fand 1980 statt.
Nach Renovierungsarbeiten zwischen September 2010 und August 2011 bietet das Stadion gegenwärtig 12.000 Plätze. Die erste Begegnung nach dem Umbau fand am 21. August 2011 statt. Gegner Partizan wurde mit 2:1 bezwungen. Am 26. Juli 2013 wurde bekannt, dass das Stadion erstmals mit einer Flutlichtanlage ausgestattet wird. Das erste Spiel unter Flutlicht war die Partie des 5. Spieltages der SuperLiga am 14. September 2013 war ebenfalls gegen Partizan.